# Apam Napat
Apam Napat est une divinité mentionnée dans les textes védiques de l'Inde ancienne ainsi que dans la mythologie zoroastrienne. Il est une figure divine associée à l'eau et au feu, souvent perçu comme une entité primordiale symbolisant la pureté, la création et la puissance.

## Étymologie
Le nom Apam Napat se traduit littéralement par « Fils des eaux », « rejeton des eaux » en sanskrit. Il est dérivé des mots apam (eaux) et napat (fils ou descendant). Cette figure est associée à la force créatrice qui émane de l'élément aquatique.
En avestique, langue des textes zoroastriens, le nom prend une signification similaire, ce qui montre des liens profonds entre les traditions indo-iraniennes.

## Dans les Védas
Dans la littérature védique, Apam Napat est une divinité étroitement liée à l'eau et au feu. Il est décrit dans le Rig-Véda comme une flamme brillante qui réside dans les profondeurs des eaux. On lui attribue un rôle créateur, en tant que source de vie et de richesse.
Certaines descriptions suggèrent qu'il est une manifestation divine de l'élément feu (Agni) dans l'eau, un paradoxe qui renforce son caractère mystique. Il est parfois associé à l'or (hiraṇya), symbole de pureté et de lumière.
Il n'est en fait distinct d'Agni que dans un seul passage où il est dit être son fils. Apam Napat représente donc l'une des formes du « feu des eaux », formule qui constitue une énigme traditionnelle. Dans le seul hymne que lui consacre le Rig-Véda, le texte le présente comme « clair et brillant », brillant « de tout son éclat », luisant au loin, luisant pour le bénéfice du sacrifiant, se dressant avec la couleur de l'éclair au milieu des eaux dorées. A plusieurs reprises, le texte lui attribue la couleur de l'or. Jean Haudry a proposé que ce texte repose sur la kenning traditionnelle de l'or désigné comme  le « feu des eaux » bien connue dans la poésie scandinave.
Il est associé à Sarasvatī sous le nom de Sárasvat qui l'identifie à Agni, « l'oiseau céleste » et « l'embryon des eaux et des plantes ».

## Dans la mythologie zoroastrienne
Il ne figure pas dans les textes de l'Avesta ancien.
Dans le zoroastrisme, Apam Napat est également une entité divine, mentionnée dans l’Avesta. Il y est décrit comme un être brillant, qui protège les eaux sacrées et est doté d'un éclat surnaturel. Il joue un rôle important dans la préservation de l'ordre cosmique (asha). Il a, selon l’Avesta, « créé les hommes, les a façonnés ».
Il est lié à diverses divinités dont Ātar en étant distinct de lui. Le mythe du hvarnah (en) constitue l'essentiel de sa mythologie. C'est lui qui recueille dans les eaux où il réside le hvarnah qui a échappé à Ātar.
L'Apam Napat avestique est également un dieu de l'agriculture par irrigation, un trait qui est proche-oriental
Les parallèles avec les textes védiques suggèrent que cette figure mythologique provient d'une tradition commune aux peuples indo-iraniens.

## Chez les Scythes
Pour François Cornillot, le propre de la religion des Scythes royaux est d'honorer tout spécialement Apam Napat auquel leur souverain se trouvait mystiquement identifié et de le considérer comme le fils du dieu qu'ils nommaient Spārag ou Sfārag qui est à rapprocher du dieu slave Svarog. Ils le tenaient pour le libérateur des eaux prisonnières.

## Épithètes
Il est notamment qualifié d'ahura- « seigneur », qualificatif qu'il ne partage qu'avec Mithra et le dieu suprême Ahura Mazda, ce qui exclut une divité mineure. A l'origine, Apam Napat était vraisemblablement lié aux dieux souverains.

## Symbolisme
Apam Napat incarne l'idée de la coexistence des éléments opposés : le feu et l'eau. Il est perçu comme un symbole de transformation et de création. L'association avec l'or renforce son image de pureté et d'immortalité.
Dans les traditions spirituelles, il est souvent invoqué pour assurer la prospérité, purifier les espaces et relier le monde matériel au divin.

## Comparatisme indo-européen
Apam Napat a influencé plusieurs récits mythologiques et rituels dans les traditions védique et zoroastrienne. Sa représentation continue d'intéresser les chercheurs en mythologie comparée, notamment pour explorer les racines communes des traditions indo-européennes.
Georges Dumézil, par la comparaison de trois mythes, le mythe iranien d’Apam Napat, le mythe irlandais de Nechtan et le mythe romain du lac Albain a proposé la figure indo-européenne d’un dieu régulateur des plans et des cours d’eau. Pour comprendre cette figure indo-européenne du « Rejeton des eaux », E.B. Findly retient, lui, quatre thèmes : un élément incandescent caché au milieu des eaux, accessible à ceux qui sont qualifiés et interdit à ceux qui ne le sont pas. Leurs tentatives illégitimes pour s’en emparer font déborder les eaux.